# Ionela Târlea
Ionela Târlea, divorcée Manolache, née le 9 février 1976 à Craiova, est une athlète roumaine, spécialiste du 400 m haies, et à moindre mesure du 200 m et 400 m.
Athlète polyvante spécialisée dans le 400 m haies, mais aussi bien performante sur le plat, elle devient championne du monde en salle du 200 m en 1999 à Maebashi, puis remporte la médaille d'argent du 400 m haies des Jeux olympiques d'Athènes en 2004.
Elle remporte également deux titres européens sur 400 m haies, à Budapest en 1998 et à Munich en 2002. Elle s'illustre dans d'autres championnats, notamment universitaires et régionaux, sur le 60 m, 100 m et 400 m.

## Biographie

### Carrière en juniors (1992 - 1995)
Ionela Târlera commence l'athlétisme à l'âge de 13 ans et demi. En 1992, âgée de 16 ans, elle remporte la médaille de bronze aux championnats du monde juniors sur 400 m et l'or au sein du relais 4 x 400 m. Sur 400 m haies elle remporte le titre mondial junior en 1994, et deux fois le titre européen junior en 1993 et 1995. Cette même année 1994, elle atteint la finale du 400 m des Championnats d'europe en salle de Paris et se classe 4e en 53 s 13, à près d'une seconde vingt de la médaillée de bronze, la Française Viviane Dorsile (51 s 92). En août, elle fait ses débuts aux championnats d'Europe à Helsinki sur 400 m haies, mais ne passe pas le stade des qualifications (57 s 79).
L'année suivante, la jeune roumaine de 19 ans établit un record d'Europe junior à Nice sur 400 m haies, parcourant la distance en 55 s 26. Le 11 août, elle participe à sa première finale des championnats du monde, à Göteborg, et termine 7e en 55 s 46. En fin de saison, elle décroche la médaille d'or des Universiade d'été de Fukuoka (55 s 99) derrière l'Allemande Heike Meißner.

### Carrière en seniors et débuts olympiques (1996)
En 1996, Târlea passe chez les espoirs. Auteure de 52 s 13 en salle sur 400 m à Eaubonne, elle termine 4e des championnats d'Europe en salle de Stockholm, en 52 s 90. Pour sa première sortie lors de la saison estivale, elle descend à Hengelo le 27 mai pour la première fois sous les 55 secondes, signant 54 s 86 pour la victoire. Un mois plus tard, elle remporte à Bergen la course de la Coupe d'Europe des nations, en première ligue. En août, elle prend part à ses premiers Jeux olympiques : 4e de sa série en 55 s 42, elle bat lors des demi-finales son record personnel en 54 s 41, pour terminer 4e et ainsi se qualifier pour la finale. À 20 ans, elle atteint ainsi sa première finale olympique, qu'elle termine à la 7e place en 54 s 40, nouveau record personnel.
Durant la saison hivernale 1997, elle signe des progrès sur le sprint, signant 7 s 28 sur 60 m, à l'occasion des championnats nationaux qu'elle remporte. Aux championnats du monde en salle de Paris, elle est à nouveau alignée sur 400 m, mais comme aux championnats d'Europe 1994 et 1996, la Roumaine échoue au pied du podium, malgré un record personnel en 52 s 06. Elle commence sa saison estivale par une victoire à Séville le 29 mai en 55 s 04, puis court en 55 s 07 à Saint-Denis (4e place). Mais lors de la coupe d'Europe des nations, elle se blesse et termine dernière en 58 s 14. Malgré cela, elle court à Paris quelques jours plus tard et réalise une performance bien pire, en 59 s 96. Elle décide de mettre un terme à sa saison et de faire l'impasse sur les championnats du monde d'Athènes.

### Titres européens sur 400 m haies et relais 4 x 400 m (1998)
En 1998, Ionela Târlea décroche enfin sa première médaille chez les séniors, et ce sur le 400 m : elle devient vice-championne d'Europe en salle de la discipline lors des championnats d'Europe en salle de Valence en 50 s 56, record de Roumanie, derrière l'Allemande Grit Breuer (50 s 45). Après ce championnat, elle court le seul 800 m de sa carrière, à Sindelfingen, en 2 min 06 s 71. En extérieur, elle bat tout d'abord à Roodepoort son record sur 400 m, en 50 s 99. Puis, le 1er mai, elle signe à Fort-de-France un nouveau record national sur 400 m haies en 54 s 26. Six jours plus tard, à Doha, elle retranche de 18 centièmes sa meilleure marque sur 400 m, en 50 s 81, qu'elle confirme quelques semaines après à La Canée en 50 s 83.
Le 9 juin, elle court en 50 s 72 à Bratislava, record personnel. Puis, le 21 juin, à Bucarest, elle descend pour la première fois de sa carrière sous les 23 secondes au 200 m, signant 22 s 85 (- 0,3 m/s). Le 11 juillet, à Villeneuve-d'Ascq, elle améliore ce temps en 22 s 78 (+ 0,8 m/s) puis signe 50 s 32 sur 400 m trois jours plus tard, à Rome. Le 29 juillet, à Paris, elle passe la barrière des 54 secondes au 400 m haies, terminant 4e de la course en 53 s 94.

## Vie privée
Ionela Târlea a une sœur. Elle a étudié les sciences du sport à Cluj-Napoca.

## Palmarès
| Date | Compétition                       | Lieu              | Résultat | Épreuve     | Temps         |
| ---- | --------------------------------- | ----------------- | -------- | ----------- | ------------- |
| 1992 | Championnats du monde juniors     | Séoul             | 3e       | 400 m       | 52 s 13       |
| 1992 | Championnats du monde juniors     | Séoul             | 1re      | 4 x 400 m   | 3 min 31 s 57 |
| 1993 | Championnats d'Europe juniors     | Saint-Sébastien   | 1re      | 400 m haies | 56 s 43       |
| 1993 | Championnats d'Europe juniors     | Saint-Sébastien   | finale   | 4 x 400 m   | DQ            |
| 1994 | Championnats d’Europe en salle    | Paris             | 4e       | 400 m       | 53 s 13       |
| 1994 | Championnats du monde juniors     | Lisbonne          | 1re      | 400 m haies | 56 s 25       |
| 1994 | Championnats du monde juniors     | Lisbonne          | 2e       | 4 x 400 m   | 3 min 36 s 59 |
| 1995 | Championnats d'Europe juniors     | Nyíregyháza       | 1re      | 400 m haies | 56 s 04       |
| 1995 | Championnats d'Europe juniors     | Nyíregyháza       | finale   | 4 x 400 m   | DQ            |
| 1995 | Championnats du monde             | Göteborg          | 7e       | 400 m haies | 55 s 46       |
| 1995 | Universiade                       | Fukuoka           | 2e       | 400 m haies | 55 s 99       |
| 1996 | Championnats d’Europe en salle    | Stockholm         | 4e       | 400 m       | 52 s 90       |
| 1996 | Coupe d'Europe                    | Bergen            | 1re      | 400 m haies | 55 s 61       |
| 1996 | Jeux olympiques                   | Atlanta           | 7e       | 400 m haies | 54 s 40       |
| 1996 | Championnats des Balkans          | Niš               | 1re      | 400 m haies | 58 s 24       |
| 1997 | Championnats du monde en salle    | Paris             | 4e       | 400 m       | 52 s 06       |
| 1997 | Coupe d'Europe                    | Munich            | 8e       | 400 m haies | 58 s 14       |
| 1998 | Championnats d’Europe en salle    | Valence           | 2e       | 400 m       | 50 s 56       |
| 1998 | Coupe d'Europe                    | Budapest          | 1re      | 200 m       | 23 s 00       |
| 1998 | Coupe d'Europe                    | Budapest          | 1re      | 400 m       | 51 s 55       |
| 1998 | Coupe d'Europe                    | Budapest          | 1re      | 400 m haies | 55 s 14       |
| 1998 | Championnats d’Europe             | Budapest          | 1re      | 400 m haies | 53 s 37       |
| 1998 | Championnats d’Europe             | Budapest          | 4e       | 4 x 400 m   | 3 min 27 s 24 |
| 1998 | Finale du Grand Prix IAAF         | Moscou            | 6e       | 400 m       | 51 s 04       |
| 1998 | Coupe du monde des nations        | Johannesburg      | 4e       | 400 m haies | 54 s 01       |
| 1998 | Coupe du monde des nations        | Johannesburg      | 5e       | 4 × 400 m   | 3 min 26 s 34 |
| 1999 | Championnats du monde en salle    | Maebashi          | 1re      | 200 m       | 22 s 39       |
| 1999 | Coupe d'Europe                    | Budapest          | 4e       | 100 m       | 11 s 30       |
| 1999 | Coupe d'Europe                    | Budapest          | 4e       | 200 m       | 22 s 85       |
| 1999 | Coupe d'Europe                    | Budapest          | 1re      | 400 m       | 50 s 69       |
| 1999 | Coupe d'Europe                    | Budapest          | 2e       | 400 m haies | 3 min 25 s 68 |
| 1999 | Universiade                       | Palma de Majorque | 1re      | 400 m       | 49 s 88       |
| 2000 | Jeux olympiques                   | Sydney            | 6e       | 400 m haies | 54 s 35       |
| 2001 | Championnats des Balkans en salle | Le Pirée          | 1re      | 200 m       | 23 s 43       |
| 2001 | Coupe d'Europe                    | Brême             | 2e       | 200 m       | 22 s 85       |
| 2001 | Coupe d'Europe                    | Brême             | 2e       | 400 m haies | 55 s 08       |
| 2001 | Jeux de la Francophonie           | Ottawa            | 2e       | 200 m       | 23 s 11       |
| 2001 | Championnats du monde             | Edmonton          | 6e       | 400 m haies | 55 s 36       |
| 2001 | Finale du Grand Prix IAAF         | Melbourne         | 6e       | 400 m haies | 55 s 52       |
| 2002 | Coupe d'Europe                    | Annecy            | 5e       | 200 m       | 23 s 04       |
| 2002 | Coupe d'Europe                    | Annecy            | 4e       | 4 x 400 m   | 3 min 29 s 97 |
| 2002 | Championnats d’Europe             | Munich            | 1re      | 400 m haies | 54 s 95       |
| 2002 | Championnats des Balkans          | Bucarest          | 1re      | 200 m       | 23 s 15       |
| 2002 | Championnats des Balkans          | Bucarest          | 1re      | 400 m haies | 55 s 81       |
| 2003 | Championnats des Balkans en salle | Athènes           | 1re      | 200 m       | 23 s 73       |
| 2003 | Coupe d'Europe                    | Florence          | 2e       | 200 m       | 22 s 78       |
| 2003 | Coupe d'Europe                    | Florence          | 1re      | 400 m haies | 54 s 47       |
| 2003 | Championnats du monde             | Paris             | 4e       | 400 m haies | 54 s 41       |
| 2003 | Finale mondiale                   | Monaco            | 3e       | 400 m haies | 54 s 44       |
| 2004 | Championnats du monde en salle    | Budapest          | 4e       | 400 m       | 51 s 58       |
| 2004 | Championnats du monde en salle    | Budapest          | 3e       | 4 x 400 m   | 3 min 30 s 06 |
| 2004 | Coupe d'Europe                    | Plovdiv           | 3e       | 200 m       | 23 s 17       |
| 2004 | Coupe d'Europe                    | Plovdiv           | 1re      | 400 m       | 51 s 03       |
| 2004 | Coupe d'Europe                    | Plovdiv           | 1re      | 4 x 400 m   | 3 min 27 s 16 |
| 2004 | Jeux olympiques                   | Athènes           | 2e       | 400 m haies | 53 s 38       |
| 2004 | Jeux olympiques                   | Athènes           | 6e       | 4 x 400 m   | 3 min 26 s 81 |
| 2004 | Finale mondiale                   | Monaco            | 5e       | 400 m haies | 55 s 79       |
| 2005 | Coupe d'Europe                    | Florence          | 5e       | 200 m       | 23 s 26       |
| 2005 | Coupe d'Europe                    | Florence          | 4e       | 400 m       | 52 s 09       |
| 2007 | Coupe d'Europe                    | Milan             | 3e       | 200 m       | 23 s 43       |
| 2007 | Coupe d'Europe                    | Milan             | 1re      | 400 m       | 51 s 98       |
| 2008 | Championnats des Balkans en salle | Athènes           | 2e       | 400 m       | 53 s 30       |

Championnats de Roumanie :
- 60 m : 1re en 1997 et 2007
- 100 m : 1re en 1998, 2001, 2002 et 2007
- 200 m : 1re en 1998, 1999, 2007 et 2008
- 400 m : 1re en 1996, 1997 (salle)
- 400 m haies : 1re en 1996, 2007 et 2008

## Records
| Épreuve     | Épreuve   | Temps              | Lieu              | Date            |
| ----------- | --------- | ------------------ | ----------------- | --------------- |
| 60 m        | En salle  | 7 s 24             | Bucarest          | 30 janvier 1999 |
| 100 m       | Plein air | 11 s 30 (NR)       | Paris             | 19 juin 1999    |
| 200 m       | Plein air | 22 s 35 (NR)       | Doha              | 13 mai 1999     |
| 200 m       | En salle  | 22 s 39 (NR)       | Maebashi          | 6 mars 1999     |
| 400 m       | Plein air | 49 s 88 (NR)       | Palma de Majorque | 12 juillet 1999 |
| 400 m       | En salle  | 50 s 56 (NR)       | Valence           | 1er mars 1998   |
| 400 m haies | Plein air | 53 s 25 (NR)       | Rome              | 7 juillet 1999  |
| 800 m       | Plein air | 2 min 06 s 71      | Sindelfingen      | 8 mars 1998     |
| 4 x 400 m   | Plein air | 3 min 25 s 68 (NR) | Paris             | 20 juin 1999    |
| 4 x 400 m   | En salle  | 3 min 30 s 06 (NR) | Budapest          | 7 mars 2004     |